# Area naturale protetta

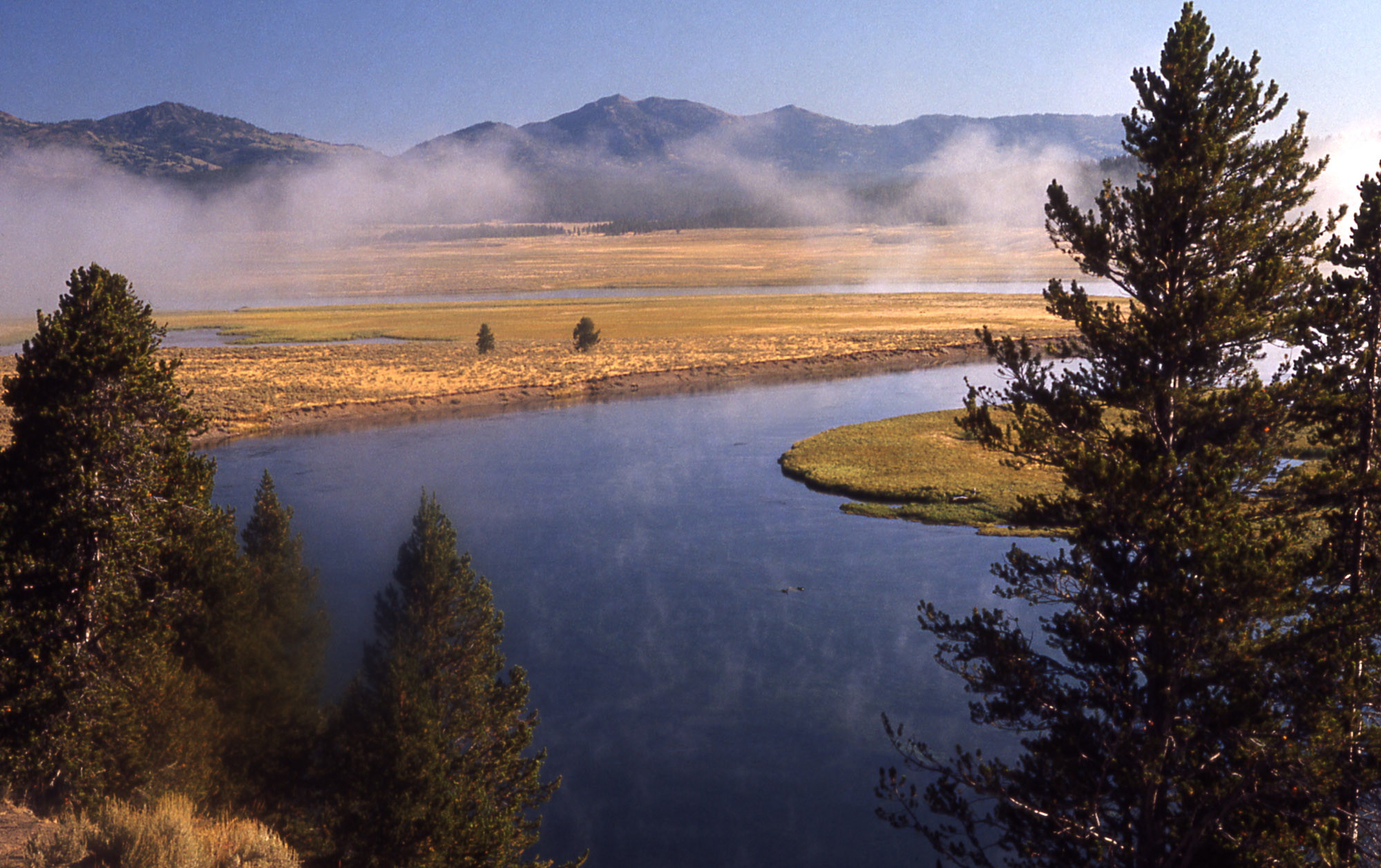
Parco nazionale di Yellowstone, il più antico del mondo

Nelle scienze ambientali le aree naturali protette sono delle aree naturali, istituite mediante leggi apposite a livello nazionale o regionali da istituzioni pubbliche o da privati, quali istituti di ricerca o beneficenza, con la funzione di preservare l'equilibrio ambientale di un determinato luogo, aumentandone o mantenendone l'integrità e la biodiversità.
A seconda del livello di protezione garantito dalle leggi di ogni singolo Stato, le aree naturali protette sono divise nelle categorie dell'Unione Internazionale per la Conservazione della Natura (IUCN - International Union for the Conservation of Nature), un'organizzazione non governativa che svolge un ruolo di coordinamento tra diverse organizzazioni in materia ambientale. Vengono soppresse, qualora non sussistano più le condizioni idonee al conseguimento delle loro finalità e per modificazioni certificate dall'Istituto nazionale per la fauna selvatica, sulla base di censimenti delle specie di interesse.
Caratterizzate da paesaggi eterogenei e abitate da diverse specie di vegetali e animali, sono destinate al rifugio, alla riproduzione e alla sosta della fauna selvatica, dove è proibita la caccia - salvo per motivi di controllo delle specie di fauna selvatica in soprannumero. Questo controllo selettivo, può essere praticato mediante cattura, quando l'Istituto Nazionale per la Fauna Selvatica (oggi confluito nell'ISPRA) verifichi l'inefficacia degli altri metodi.            .

## Storia

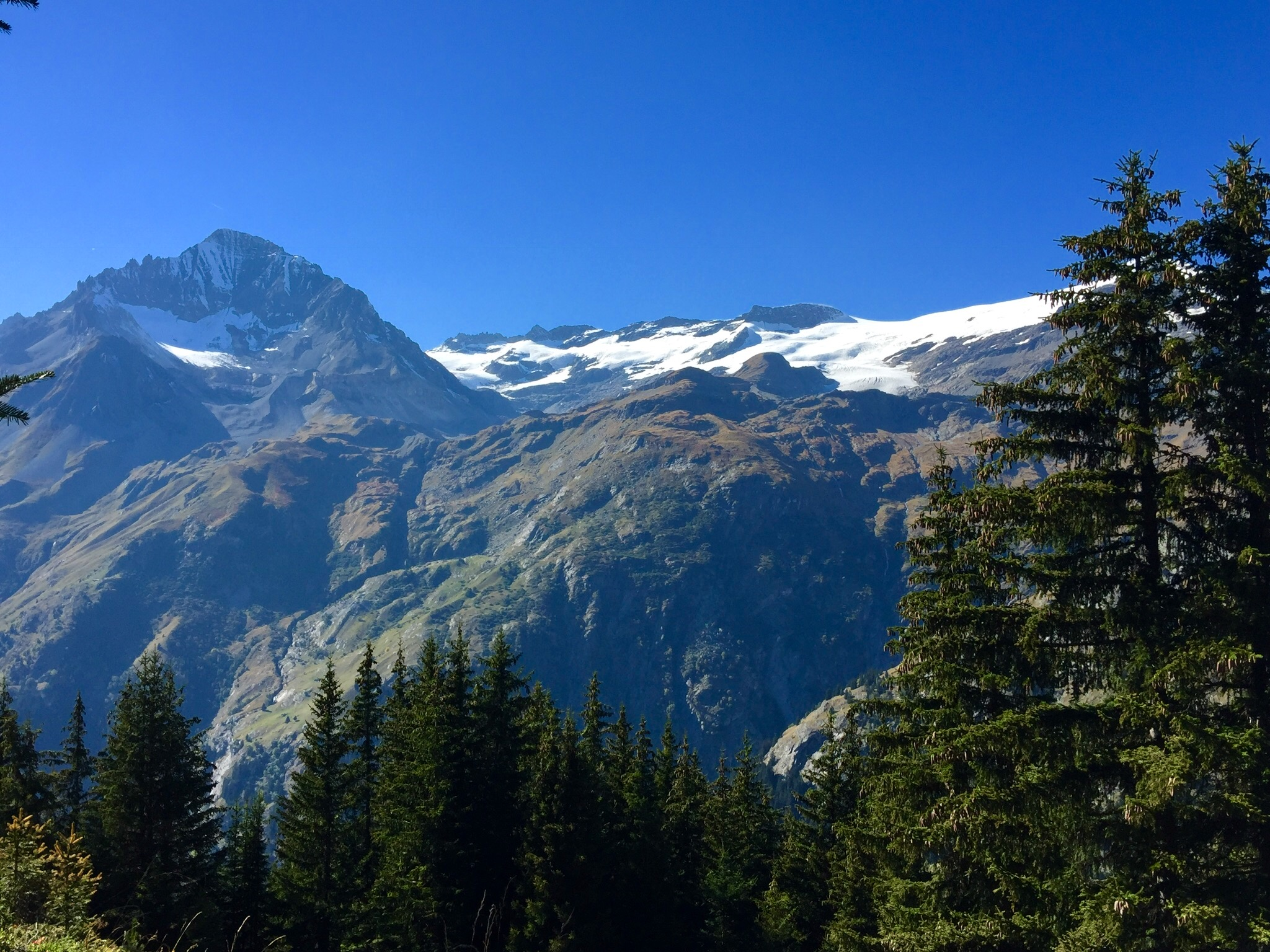
Parco nazionale della Vanoise, il primo parco francese

Sin dall'antichità si intuì che un intero territorio o porzioni di esso doveva essere considerato e utilizzato in maniera diversa perché in possesso di caratteristiche che lo rendevano particolare rispetto ai luoghi circostanti. Secondo alcuni studiosi, l'idea di conservazione di un luogo può risalire a 40 000 anni fa; inoltre, si può ritrovare quest'idea sia nella cultura cristiana che in quella orientale. 
Dopo l'idea dei "boschi sacri", tipica delle culture romana e celtica, prese piede, nell'età carolingia, una forma di area protetta: la "riserva di caccia", dove veniva praticata l'attività venatoria che era un'arte nobile e simbolica, ma anche utile per prepararsi alle guerre. Durante il Medioevo si assistette alla costruzione di giardini e alla sua evoluzione con il "parco trecentesco" dove si riscontra una perizia tecnica sempre più raffinata.
La svolta vera e propria arrivò nel 1826 quando nel Regno delle due Sicilie si decise di conservare i boschi di Montecalvo, San Vito e di Calvi; negli Stati Uniti nel 1832, la riserva delle Hot Springs e nel 1853 la riserva di Fontainebleau in Francia. Grazie all'influenza del Romanticismo, si cominciò a pensare alla natura come una risorsa estetica e nelle città europee iniziarono ad essere progettati spazi verdi come parte integrante del contesto urbano. Nella seconda metà dell'Ottocento si aprì il dibattito sull'opportunità di tutelare territori di oggettiva bellezza e ricchezza per sottrarli alla trasformazione e perdita di identità dovuta allo sviluppo degli insediamenti. 
Nel 1866 si assistette perciò alla nascita dei primi parchi nazionali al mondo, in Canada del Glacier National Park e negli USA dello Yellowstone National Park, con atto ufficiale del 1872; inoltre, vanno ricordati in Australia il Royal National Park (1879), quello canadese di Banff (1885), quello del Tongariro in Nuova Zelanda (1894) e il Kruger National Park in Sudafrica (1898). Con l'arrivo del XX secolo, in Europa si diffuse l'idea che un territorio meritasse attenzione per gli aspetti storici e archeologici oltre che per quelli naturalistici e geologici; fu così che si arrivò alla creazione del parco nazionale svizzero dell'Engadina.
Sono notevoli le differenze tra parchi europei e americani; infatti, mentre nel nuovo continente le azioni di conservazione venivano attuate su aree incontaminate e scarsamente popolate, nel vecchio continente le aree da salvaguardare sono fortemente antropizzate. La questione fu affrontata nel 1933 a Londra nel corso della "Conferenza internazionale per i problemi della protezione della fauna e della flora" che stabilì che l'uomo doveva entrare in quei luoghi solo con il ruolo di visitatore. Gradualmente, però, venne preso in considerazione l'aspetto economico che permise lo svolgimento delle attività umane compatibili con la protezione dell'area. Dal 1961 l'IUCN pubblica e aggiorna per conto dell'ONU la Lista ufficiale dei parchi nazionali e risorse equivalenti.

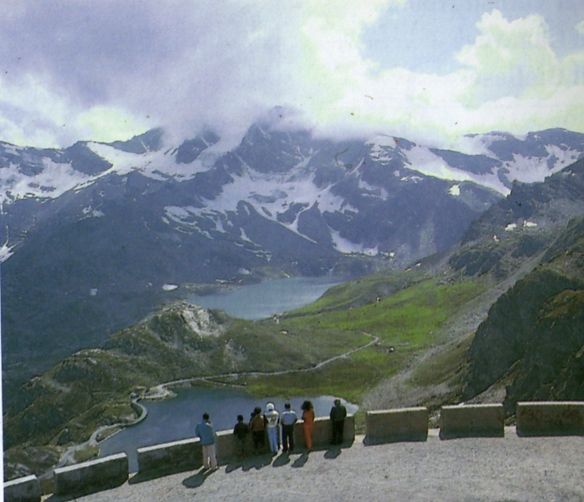
Parco Nazionale del Gran Paradiso (Colle del Nivolet), il più antico d'Italia

Nel 1992 l'IUCN definisce l'area protetta come «lembo di territorio, più o meno esteso, dove trovano applicazione orientamenti, indirizzi e regole per un uso dell'ambiente da parte dell'uomo che consenta di conservare e/o di sperimentare metodi, forme e tecnologie adatte a gestire in modo equilibrato con le altre specie viventi (vegetali e animali) le risorse del pianeta».

## Etica e politica
In seguito alle alterazioni che aveva subito l'ambiente a causa dello sfruttamento dei bacini minerari, il governo degli Stati Uniti prese l'iniziativa di proteggere il paesaggio naturale e nel 1872 istituì il Parco nazionale di Yellowstone. Tuttavia, la legge istitutiva non forniva una chiara definizione del concetto di area naturale protetta, né alcun regolamento, privilegiando alla conservazione "lo svago a beneficio e godimento del popolo".
Il concetto moderno di conservazione dell'ambiente naturale si può ritrovare in tre autori nordamericani: John Muir, Gifford Pinchot e Aldo Leopold.
In Romantic-Trascendental Conservation Ethic, per Muir, l'ambiente naturale è un valore intrinseco perché l'uomo trae vantaggio nel trovarsi in alcuni habitat incontaminati al cospetto di spettacoli primitivi e unici può avvertire la presenza e l'immanenza del Creatore. Pinchot, in Resource Conservation Ethic, afferma che gli ambienti naturali con le grandi risorse presenti possono essere fruiti da un grande numero di persone e intere comunità, in un ampio lasso di tempo. 
Le risorse naturali sono fruite in modo sostenibile, sono una proprietà comune. In Evolutionary-Ecological Land Ethic, per Leopold, la natura è un sistema complesso, ogni componente è importante, non vi sono gerarchie. L'uomo stesso, prodotto dell'evoluzione e della selezione naturale ha lo stesso valore di tutte le altre specie e non deve arrecare danno alle altre specie e all'ecosistema. Le idee di questi autori hanno fortemente influenzato la regolamentazione delle risorse ambientali.

### Il punto di vista europeo
In Europa, l'idea della tutela delle risorse naturali arrivò in ritardo rispetto a Stati Uniti, Canada e Australia. Le motivazioni sono dovute all'assenza di territori incontaminati e perché i popoli europei da secoli hanno convissuto a stretto contatto con la natura, incidendo pesantemente su di essa con le proprie attività. Successivamente, con l'inizio del XX secolo furono istituite le prime aree protette; inizialmente, erano tutte impostate sul "modello americano", poi si iniziò a percorrere una via con connotazioni proprie. Infatti non era possibile attuare i divieti americani del "santuario"; in Svizzera, istituire un'area naturale protetta, significava avere come obiettivo il recupero e la sperimentazione.

### Il punto di vista americano

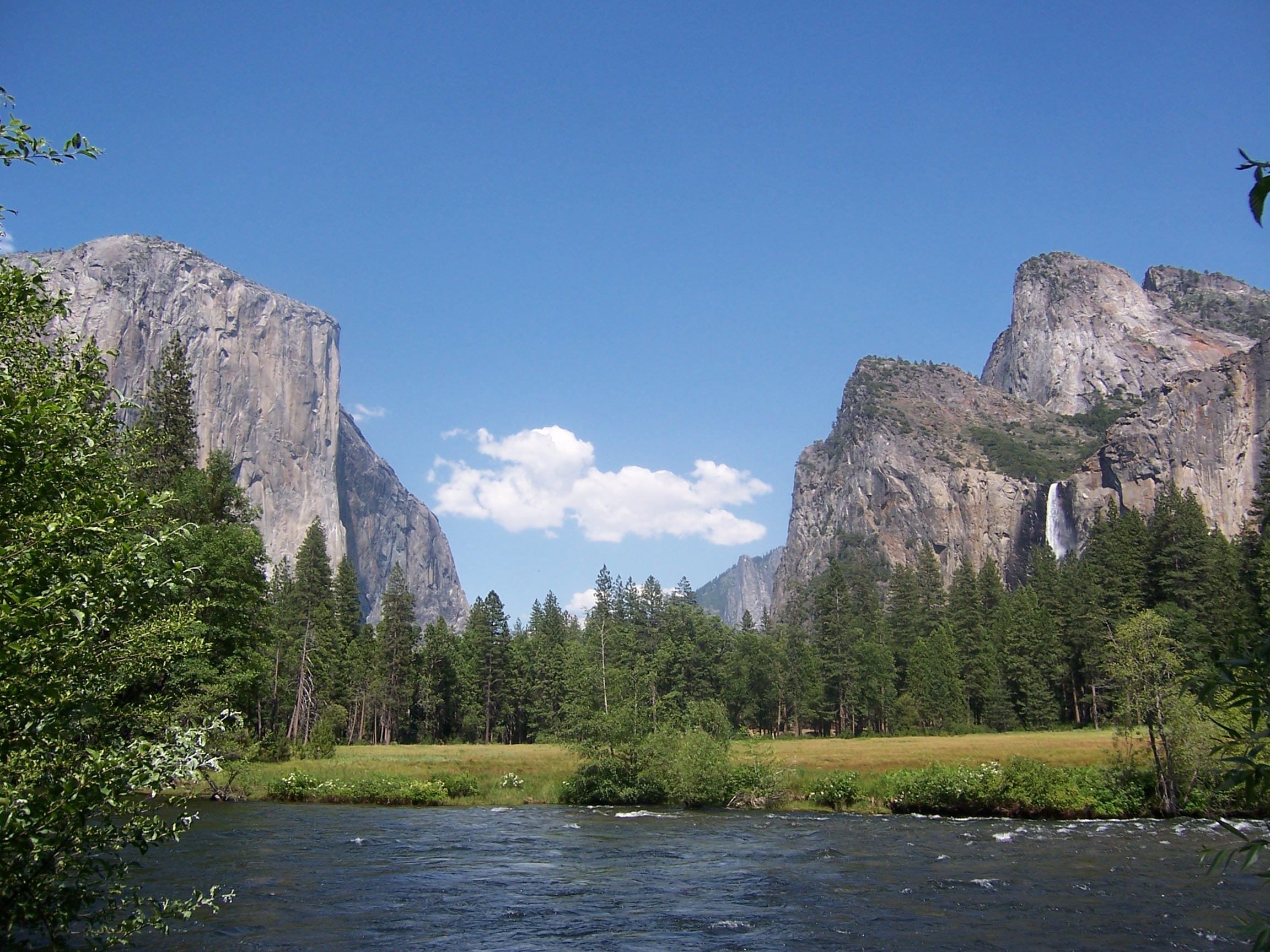
Yosemite National Park

Negli Stati Uniti, la tutela delle risorse naturali è conseguenza del senso di colpa che derivò dalla distruzione delle popolazioni native nel corso della colonizzazione dell'Ovest; infatti, s'intrapresero azioni mirate a preservare parte degli straordinari ambienti originari. L'area protetta veniva intesa come un "santuario" poiché furono, inizialmente, imposti vincoli molto restrittivi come il divieto di intervenire sulle dinamiche naturali e l'impossibilità di costruire infrastrutture; quindi l'uomo veniva escluso dagli ambienti tutelati.

### Un nuovo approccio

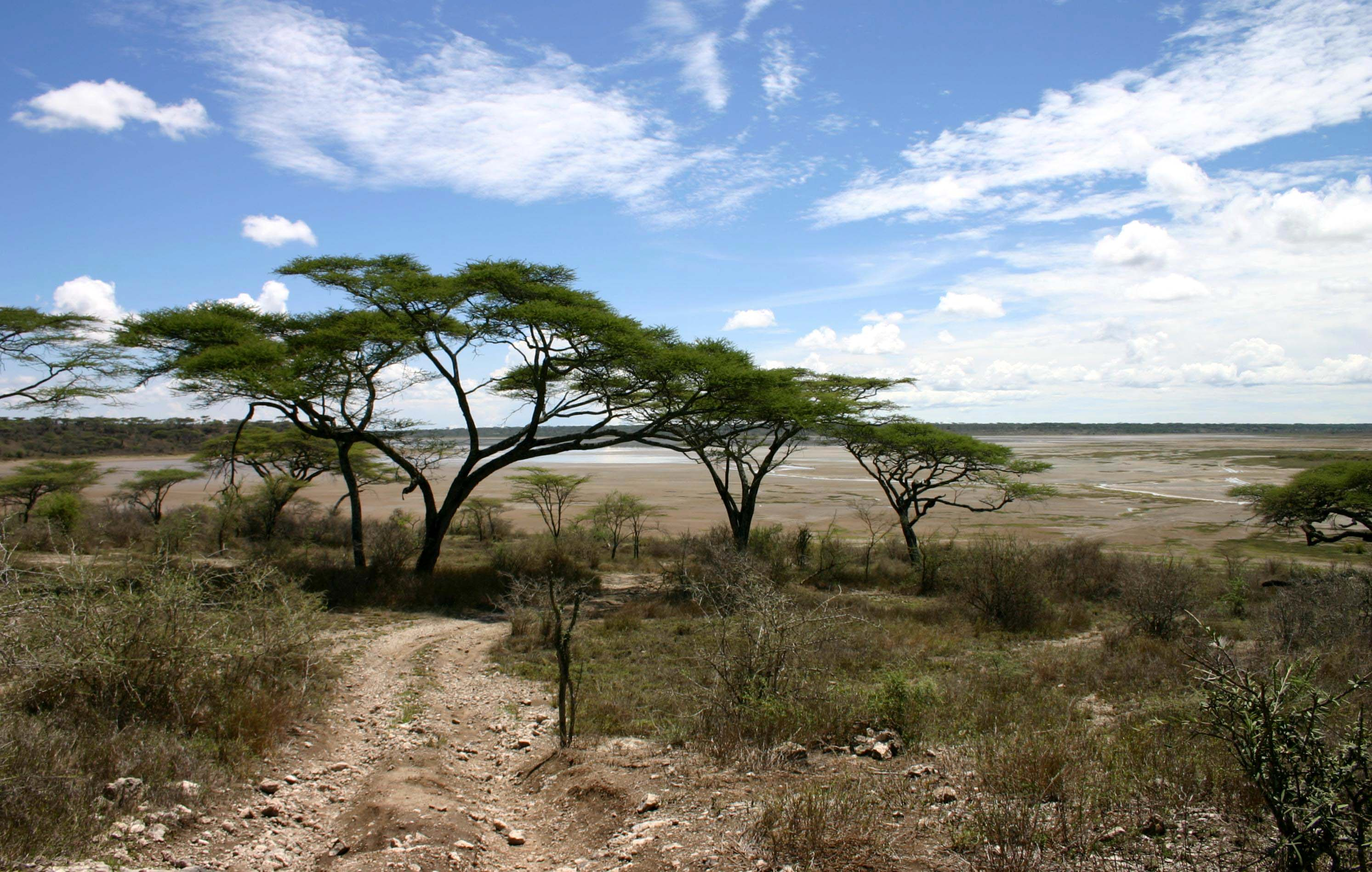
Parco nazionale del Serengeti

Il rigido "modello svizzero", che escludeva interventi in caso di frane, non riscosse successo in Italia, Francia e Inghilterra, dove si era propensi a modelli meno restrittivi poiché si doveva tener conto della notevole presenza umana. Quindi si affermò la visione secondo la quale l'area protetta non doveva essere considerata un luogo da lasciare al suo destino, ma era possibile intervenire quando necessario e le comunità residenti potevano svilupparsi economicamente puntando sulle attività turistiche e ricreative. Di conseguenza, si trattava di un modello che non poneva l'attenzione solo su piante e animali, ma anche sull'uomo.
Attualmente il concetto di conservazione si estende anche a territori antropizzati che si vogliono recuperare e ai siti urbani di particolare valenza, partendo dal concetto di sviluppo sostenibile. È il caso del parco-azienda, autosufficiente e orientato, che trae profitti dalle risorse naturali, o del parco archeologico, finalizzato a conservare e valorizzare i beni di rilevante valenza storica. Ci sono poi i parchi marini, costituiti dalle acque, dai fondali e dai tratti di costa prospicienti che presentano un rilevante interesse per le caratteristiche naturali, geomorfologiche, fisiche, biochimiche, con particolare riguardo alla flora e alla fauna marine e costiere.

## Legislazione

### Nel mondo
Dalla classificazione dei parchi nella "Conferenza internazionale per la protezione della natura" avvenuta a Brunnen (1956) si è giunti a una classificazione più recente con l'IUCN avvenuto a Perth nel 1990.
La nuova classificazione è basata su obiettivi di gestione ben definiti e individua otto categorie di aree protette:
- Riserve scientifiche e aree Wilderness, aree adibite alla conservazione delle biodiversità e studi scientifici in cui i processi naturali si possono svolgere senza l'aiuto dell'uomo.
- Riserve e Parchi nazionali, aree istituite per proteggere e preservare l'integrità ecologica di uno o più sistemi.
- Monumenti naturali, aree caratterizzate da un elemento naturale o culturale di notevole valore.
- Aree di gestione degli habitat e della natura, aree dove viene garantita la sopravvivenza a specie rare, specie a rischio di estinzione o specie minacciate e di comunità biotiche.
- Paesaggi protetti, aree in cui la natura e la popolazione umana si devono integrare in maniera armonica.
- Siti mondiali della natura, aree considerate patrimonio mondiale.
- Aree della conservazione di Ransmar, aree adibite alla protezione della fauna acquatica.
- Riserve della biosfera, si tratta di aree naturali da conservare per tramandarle alle generazioni future (fanno riferimento a uno dei programmi dell'UNESCO) scelte dalla comunità mondiale e possono includere aree degradate dove si può sperimentare il recupero ambientale.

(vedi anche Classificazione internazionale delle aree protette)

### In Italia

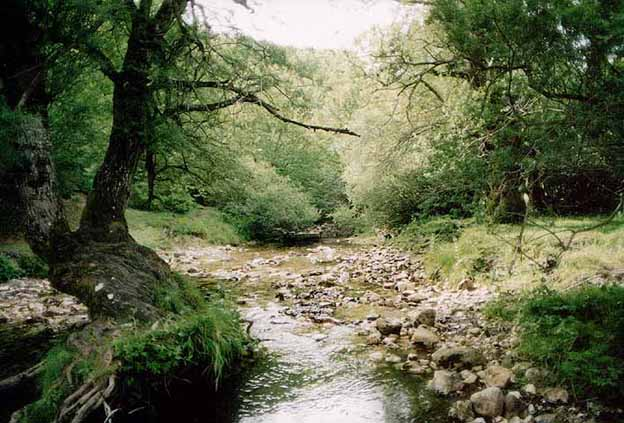
Parco nazionale d'Abruzzo, Lazio e Molise

In Italia, prima dell'attenzione all'ambiente inteso come sistema naturale, si svilupparono approcci alla tutela dei beni culturali e del paesaggio. I primi abbozzi di discussione parlamentare sulla questione della conservazione si devono all'azione di due deputati: il ravennate Luigi Rava, allora Ministro di Agricoltura, Industria e Commercio, ed il fiorentino Giovanni Rosadi, estensori della Legge 441 del 1905 sulla "inalienabilità dei relitti della pineta della costiera di Ravenna". In occasione della votazione finale del provvedimento, il Governo stesso fu invitato dalla Camera dei deputati a "presentare un disegno di legge per la conservazione delle bellezze naturali che si connettono alla letteratura, all'arte, alla Storia d'Italia", a dimostrazione della concezione estetico-culturale che permeava la questione della tutela della natura.
Rosadi legherà il suo nome alla presentazione di una serie di progetti di legge, tra cui la storica Legge 364/1909 per la tutela "delle antichità e delle belle arti", che culmineranno nella estensione della Legge 778/1922 "per la tutela delle bellezze naturali e degli immobili di particolare interesse storico", basata sul disegno di legge Benedetto Croce del 1920 e detta pertanto Legge Croce. L'atto normativo, nonostante i suoi meriti, mantiene l'impostazione strettamente estetica crociana propria del dibattito di quegli anni, con scarsa attenzione per la protezione dell'ambiente a fini scientifici o in considerazione del valore intrinseco del patrimonio naturale.
A pochi mesi dalla Legge 778, l'insediamento di Benito Mussolini al Governo apre per l'Italia la stagione dei grandi parchi nazionali: a 10 anni dalla lettera di Giovanni Giolitti al Prof. Valerio Galli in cui si era dimostrato favorevole alla creazione di un Parco Nazionale, nel 1920, fu lo stesso re Vittorio Emanuele III a donare allo Stato italiano i 2.100 ettari della sua riserva di caccia affinché vi si istituisse un Parco Nazionale. Con il Regio Decreto 1584 del 3 dicembre 1922 veniva istituito il Parco Nazionale del Gran Paradiso; pochi giorni dopo, l'11 gennaio 1923, venne legalizzato anche il Parco Nazionale d'Abruzzo dalla quale aveva prima una sede provvisoria; nel 1934, fu istituito il Parco Nazionale del Circeo e, l'anno successivo, il Parco Nazionale dello Stelvio.

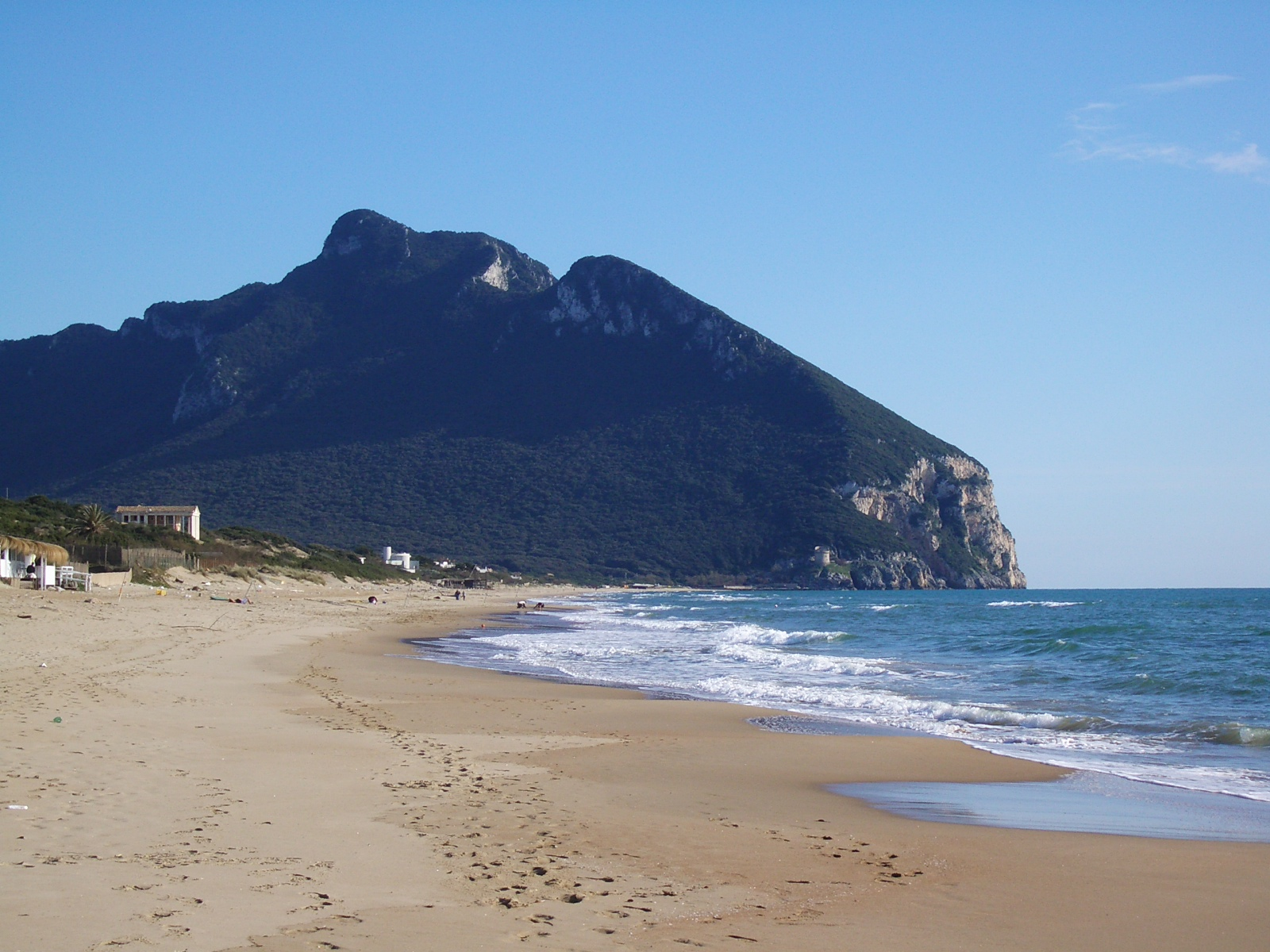
Parco nazionale del Circeo

Il criterio utilizzato per le prime norme di tutela fu quello estetico, e da questo non fu esente la Legge 1497/1939 sulla tutela paesaggistica. Va comunque sottolineato che tale provvedimento fu più completo dei precedenti e, pur riconoscendo all'idea di "bellezza naturale" il principio discriminante nell'indirizzare le politiche di conservazione della natura, per la prima volta introdusse un carattere di "rilevanza scientifica", rappresentato dalla "singolarità geologica" del bene destinato a tutela. Con la promulgazione della Costituzione repubblicana viene riconosciuto, come uno dei principi fondamentali, la tutela del paesaggio (art. 9 comma 2). Inoltre, le finalità scientifiche della conservazione prendono il sopravvento, con innegabili vantaggi, ma anche con rigidità e contrasti, per la tutela del patrimonio ambientale nazionale.
Il 6 dicembre 1991 è stata definita la classificazione delle aree naturali protette dalla Legge quadro 394/91, costituita da 38 articoli; i primi 7 enunciano i principi generali, dall'art. 8 all'art. 21 sono trattate le aree naturali protette nazionali, dall'art. 22 all'art. 28 le aree naturali protette regionali e dall'art. 29 all'art. 38 le disposizioni finali e transitorie. L'Elenco ufficiale delle aree naturali protette (EUAP) è un elenco stilato, e periodicamente aggiornato, dal Ministero dell'Ambiente e della Tutela del Territorio e del Mare - Direzione per la Protezione della Natura, che raccoglie tutte le aree naturali protette, marine e terrestri, ufficialmente riconosciute. L'elenco attualmente in vigore è quello relativo al 6º Aggiornamento approvato il 27 aprile 2010 e pubblicato nel Supplemento ordinario n. 115 alla Gazzetta Ufficiale n. 125 del 31 maggio 2010.
L'istituzione dei parchi marini è regolata dalla Legge 979/82 "per la difesa del mare" e dalla Legge quadro sulle aree protette. Il concetto ispiratore è di promuovere un "uso sostenibile" per cui le attività umane si compenetrino con gli habitat e gli ecosistemi naturali senza causare motivi di attrito.
La legge 426/1998 "nuovi interventi in campo ambientale" all'art. 2,37 recita che la gestione delle aree protette marine previste dalle leggi del 31 dicembre 1982, n. 979, e del 6 dicembre 1991, n. 394, è affidata ad enti pubblici, istituzioni scientifiche o associazioni ambientaliste riconosciute, aprendo anche ad una gestione integrata pubblico/privato delle stesse.
Al gennaio 2025 in discussione in Parlamento un disegno di legge che elimina il ruolo delle regioni nella nomina dei presidenti delle aree protette, ridenominati capi, l'obbligo del possesso di competenze specifiche in materia di conservazione della natura, gli strumenti di partecipazione dei cittadini e dei comitati scientifici e che rende possibile le esercitazioni militari che prima erano vietate in tali luoghi.